# Salvare montană
Salvarea montană este ansamblul mijloacelor umane și materiale folosite în activitățile de ajutorare a persoanelor accidentate, bolnave sau rătăcite în zonele montane. În România această activitate este reglementată de prevederile Hotărârii de Guvern nr. 77 din anul 2003 și este realizată de Asociația Națională a Salvatorilor Montani din Romania (A.N.S.M.R.), cunoscută mai ales sub numele de Salvamont.